# 動かなくなるまで、好きでいて。
『動かなくなるまで、好きでいて。』は、日本のヴィジュアル系ロックバンドであるメガマソが2013年4月10日にリリースした通算7作目のアルバム（コンセプト・アルバム）である。

## 解説
本作は一連の物語に沿った内容となっており、「少女は少年の再生を願い、うみべのまちを歩きはじめる。そこで繰り広げられる不思議な物語。」と紹介されている。

そして発売後の7月20日と8月13日には涼平自身が初音ミクによる本作の物語を紹介した動画をニコニコ動画上にアップしている。
初回限定豪華盤（2CD＋DVD）と通常盤（CD）の2形態でのリリース。

## 収録曲

### 初回限定豪華盤

#### DISC 1 「コンセプチュアルミニアルバムサイド」
1. 動かなくなるまで、好きでいて。
  - 作詞・作曲：涼平
2. 望ミガ窪
  - 作詞・作曲：涼平
3. SurrenderPowerPlantの看守
  - 作詞・作曲：涼平
4. fish tank
  - 作詞・作曲：涼平
5. ｻﾞｶﾞｰﾙﾀﾞｲﾄﾞﾎｴﾝﾊﾞｳﾝﾄﾞ(ｶﾚﾉｵﾓｲﾃﾞ)
  - 作詞・作曲：涼平
  - ライブ『メガマソ 2011 Listener's Best Tour「Mega-Star's Prayer」』で販売された会場限定音源の再録。「ｶﾚﾉｵﾓｲﾃﾞ」というサブタイトルが追加されている。
6. 水没寺院
  - 作詞・作曲：涼平
7. うみべのまち-SE-（かのじょのおもいで）

#### DISC 2 「シングルサイド」
1. 雪はまだ降り注いでいるか？(still snowing)
  - 作詞・作曲：涼平
  - シングル「雪はまだ降り注いでいるか？」からの再録。「still snowing」というサブタイトルが追加されている。
2. SWAN SONG
  - 作詞・作曲：涼平
3. ベゾアルステーン
  - 作詞・作曲：涼平
4. WINTER HOLLOW
  - 作詞・作曲：涼平

#### DVD
1. 「望ミガ窪」 (MusicVideo)
2. 「望ミガ窪」 (MusicVideo Off Shot)

### 通常盤
1. 動かなくなるまで、好きでいて。
2. 望ミガ窪
3. SurrenderPowerPlantの看守
4. fish tank
5. ｻﾞｶﾞｰﾙﾀﾞｲﾄﾞﾎｴﾝﾊﾞｳﾝﾄﾞ(ｶﾚﾉｵﾓｲﾃﾞ)
6. 水没寺院
7. 雪はまだ降り注いでいるか？(still snowing)
8. SWAN SONG
9. ベゾアルステーン
10. WINTER HOLLOW
11. 最後の夜にKissをして
  - 作詞・作曲：インザーギ
12. 万国砂糖品評会(最優秀甘味賞受賞)
  - 作詞・作曲：涼平
  - シングル「雪はまだ降り注いでいるか？」からの再録。「最優秀甘味賞受賞」というサブタイトルが追加されている。